# Almeda (metropolitana di Barcellona)
Almeda è una stazione della Linea 8 della metropolitana di Barcellona e delle linee S4, S8, S33, R5 ed R6 della Linea Llobregat-Anoia, operate da  FGC. La stazione è situata nel comune di Cornellà de Llobregat sotto al Passeig dels Ferrocarrils Catalans.
L'attuale stazione è stata inaugurata nel 1985 in coincidenza con l'interramento della tratta tra Sant Josep e Cornellà-Riera. In precedenza, la stazione era localizzata in superficie e il suo edificio è tuttora conservato.
La stazione serve la zona commerciale e industriale di Cornellà de Llobregat: nei suoi pressi si trovano infatti il WTC Almeda Park, la Fira (fiera) di Cornellà, un centro commerciale della catena El Corte Inglés e molte altre industrie e attività.
Cornellà è servita anche da un'altra stazione della linea Llobregat-Anoia, il nodo multimodale di Cornellà Centre che è capolinea della linea L5 della metropolitana nonché stazione ferroviaria, tranviaria e degli autobus del servizio pubblico, nonché dalle due fermate della L5 Gavarra e Sant Ildefons.

## Accessi
- Passeig dels Ferrocarrils Catalans